# 泰顺文庙

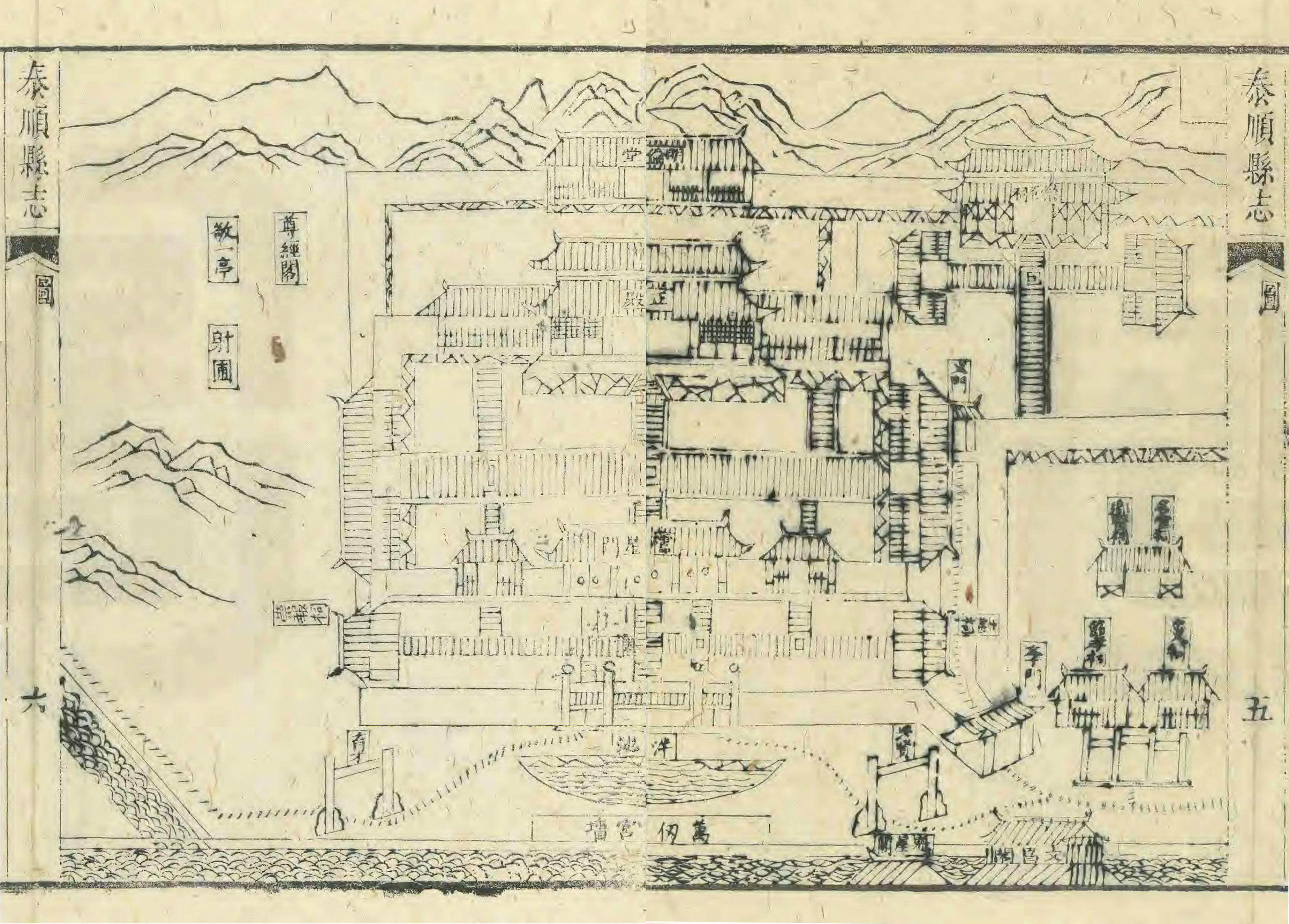
清雍正七年（1729）《泰顺县志》泰顺县学宫图。

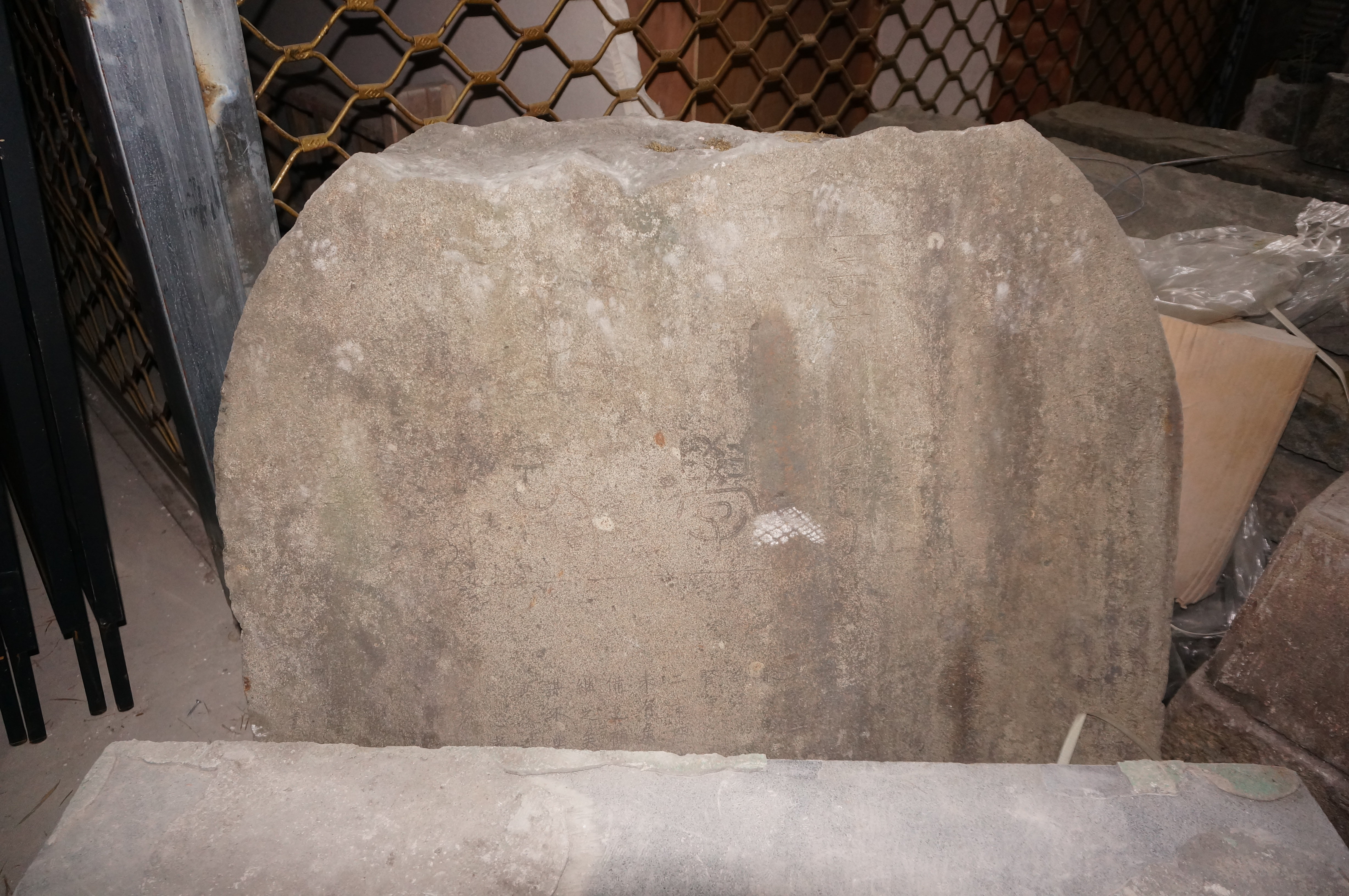
明弘治七年（1494）《新迁儒学之记》残碑。

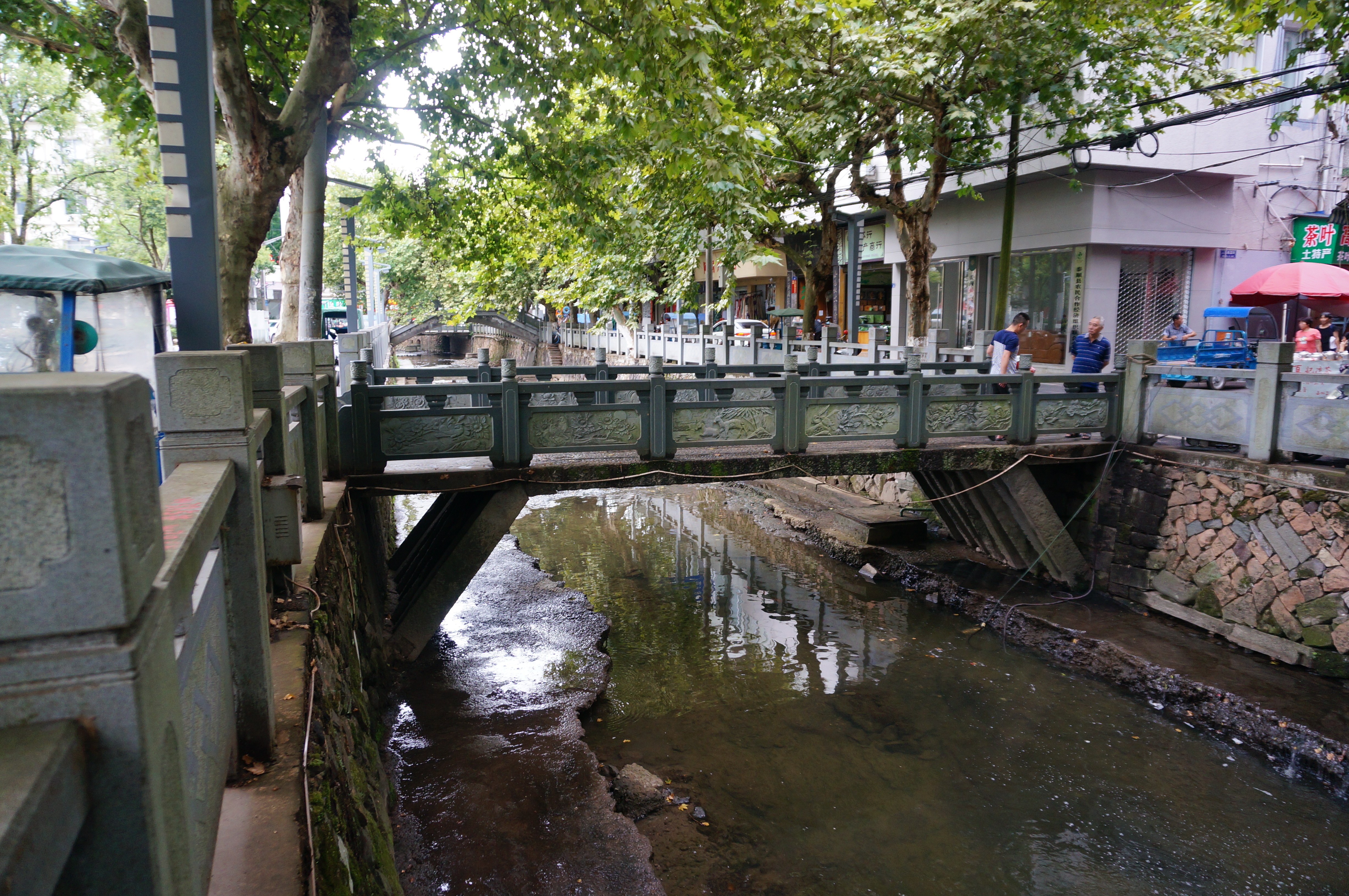
位于泰顺人民广场西侧的黉桥（黉即学校之意）。

泰顺文庙为旧时中国浙江温州府泰顺县县学文庙，历史上五次迁址，均位于县城内，即今中国浙江省温州市泰顺县罗阳镇，原建筑已不存，现存碑刻若干。 
泰顺文庙始建于明景泰六年（1455，即泰顺置县三年后），最初位于县衙西（县衙东为三峰寺），弘治二年（1489）迁于县衙东、三峰寺西，嘉靖十年（1531）迁于太平桥左（今县政府一带），三十三年（1554）与三峰寺互换位置，万历二十九年（1601）又迁于赤砂山之西、霞阳山之东（今人民广场一带）。清道光四年（1824）最终迁于南水门内城隍庙前（今县粮食和物质储备局一带），但明伦堂、忠义祠、节孝祠、乡贤祠和名宦祠等建筑仍在原址。此后旧学宫大成殿改为文昌祠，道光十九年（1839）于祠前建奎阁，二十三年（1843）改奎阁为校士馆。
泰顺文庙以上选址以人民广场一带历时最久，达223年，此处北临太平溪（今学前溪，跨溪建有黉桥），西邻清代所重建的罗阳书院（已不存，今县实验小学一带），据清雍正七年（1729）《泰顺县志》记载及附图，此时文庙坐南朝北，布局为前庙后学，中轴线上依次为万仞宫墙、泮池泮桥、棂星门（门外东有育才坊，西有兴贤坊）、戟门（门外东有崇报祠，西有土地祠）、大成殿（前有东西庑）和明伦堂，大成殿为重檐歇山顶。西侧前有忠义祠、节孝祠、乡贤祠和名宦祠，后为崇圣祠，东侧原为敬一亭、尊经阁和射圃等（早年已废）。
现存与泰顺文庙相关的碑刻四块：明景泰七年（1456）泰顺县儒学碑记碑（又名及泉碑，位于及泉宫内，《分疆录·卷十一·艺文》中录有全文），明弘治七年（1494）新迁儒学之记碑（残碑，存上半部分，已移至县文博馆，《分疆录》未载），清嘉庆十二年（1807）重修泰顺学宫记碑（位于县实验小学内，泰顺县文物保护单位，《分疆录·卷十一·艺文》中录有全文）和咸丰七年（1857）重修学宫记碑（原位于县机关幼儿园内，已移至县文博馆）。